# Hans Thurn (Journalist)
Hans Thurn (auch Ioannes Thurn, * 12. Juli 1913 in Temesvár, Königreich Ungarn, Österreich-Ungarn; † 2002) war ein deutscher Übersetzer, Autor und Journalist.

## Leben
Thurn besuchte die deutschsprachige Volksschule in Jugoslawien, darauf ein humanistisches Gymnasium in Wien, wo er auch ein Lehrerexamen ablegte. Zwischen 1933 und 1942 lebte er mit Unterbrechungen in Jugoslawien (u. a. als Kriegsberichterstatter und Dolmetscher). Die meiste Zeit verbrachte er jedoch in Berlin, erst 1933 im Schloss Köpenick, einem Heim für deutsche Stipendiaten, ab 1939 als Volksschullehrer in Berlin-Weißensee, später als Lektor.
Thurn war Mitbegründer der „Erneuerungsbewegung“ und zusammen mit Gustav Halwax Schriftleiter des radikalen „Kampfblattes für völkische Erneuerung“ Volksruf, das Jakob Awender in Pančevo (deutsch Pantschowa) herausgab. Thurn, auch Stellvertreter des Jugendleiters des Schwäbisch-Deutschen Kulturbundes der Deutschen Minderheit in Jugoslawien, wurde in der Sitzung vom 13. Januar 1935 zusammen mit Jakob Anwender, Gustav Halwax und Georg Henlein aus dem Bund zeitweilig ausgeschlossen, da sie mit ihrer nationalsozialistischen Ausrichtung zu radikale Positionen bezogen hatten.
Die Jahre von 1945 bis 1952 verbrachte er in jugoslawischer Haft im serbischen Sremska Mitrovica. Von 1957 bis 1981 war er Ungarisch-Lektor am Finnisch-Ugrischen Seminar der Universität Hamburg, seit 1967 Dozent. Auch schrieb er Essays über die religiöse Lyrik der Ostkirchen.

## Veröffentlichungen
- Die Auswanderer: Ein Chorspiel; Zur Ahnenehrung. 1786–1936. Schoweer Kameradschaft der Erneuerungs-Bewegung, Schowe 1936.
- Zar Trojan. Rütten & Loening, Frankfurt a. M. 1954.
- Der ungetreue Knecht Agentur des Rauhen Hauses, Hamburg 1961.
- Serbokroatisch. Juncker, Stuttgart 1967, 5. Aufl.
- Der immergrüne Stein. Arbeitskreis für deutsche Dichtung, Göttingen 1973.

Thurn übersetzte u. a. auch Werke des Nobelpreisträgers für Literatur, Ivo Andrić, sowie des Dramatikers Imre Madách in die Deutsche Sprache.